# Modra kozokrvina
Modra kozokrvina (haskap, sibirska borovnica, plava kozja krv, modra kozja krv, lat. Lonicera caerulea), biljka je iz porodice Caprifoliaceae. Plavi plodovi ove biljke jestivi su. Udomaćena je u Europi te dijelovima Azije i Sjeverne Amerike. Kod nas raste na Velebitu i u Gorskom kotaru, no dosta je rijetka, te se kod nas smatra otrovnom i nejestivom. Nekada je kao voćka uzgajana samo u Aziji i dijelovima Rusije dok joj se danas uzgoj sve više širi i u europskim zemljama. Naziva je se i kamčatskom borovnicom a koriste se i nazivi haskap te majska jagoda. Broj kultiviranih odlika stalno raste ("Berry Blue","Blue Velvet", "Blue Bell", "Maistar", "Fialka", "Wojtek", "Altaj", "Amur", "Nimfa", "Sinaja ptica", "Goluboe vereteno", "Sirius"). Biljka je i ljekovita, posebice je cijenjena u Rusiji i Japanu. Samo je u Rusiji uzgojeno oko 50 kultiviranih odlika. Na uzgoju haskapa dosta se intenzivno radi i u Kanadi te Poljskoj.

## Opis
Listopadni grm visine do 2 m. Listovi su nasuprotni, ovalni, dugi 3–8 cm, široki 1–3 cm, cvijet žuto bijel veličine 12–16 mm. Plodovi crno plavi, promjera oko 1 cm (plodovi kultiviranih sorti su znatno veći).

## Sastav plodova
Sadrže oko 5-10 % šećera, od 1,5 do 4,5 % voćnih kiselina, te oko 0,8 % pektina. Vitamina C ima u bobicama oko 30 do 50 mg/100g. Sadržaj polifenola je oko 1014 mg/100g, antocijana oko 949 mg/100g.

## Ljekovitost
Svježe bobice koriste se kao tonik i izvor vitamina. Snižavaju krvni tlak, jačaju stijenke krvnih žila, smanjuju posljedice ateroskleroze, liječe anemiju, jačaju imunosni sustav, potiču rad probavnog sustava, smanjuju krvarenje, imaju antioksidantivno djelovanje (sprječavaju starenje stanice) i antitumorsko djelovanje. Bobice modre kozokrvine mogu vezati i ukloniti soli teških metala iz tijela. Sok od svježih bobica ima svojstvo pospješenja zacjeljivanja rana, liječi razne kožne bolesti: trofične čireve, ekceme, psorijazu itd. Sok nanositi na zahvaćenu površinu kože 10-14 dana. Infuzije i dekokt listova i cvjetova  djeluje protuupalno, imaju antimikrobna i dekongestivna svojstva. Uzimaju se oralno kod bolesti bubrega i mokraćnog sustava, edema i proljeva. Taj se čaj također može koristiti za grgljanje te pranje očiju kod raznih upalnih bolesti. Čajni oparak grana i kore  uzima se za edem, upalu debelog crijeva, dobar je za pranje rana, liječi opekline, koristi se za grgljanje kod prehlade.

## Vanjske poveznice
- https://www.vrtlarica.hr/sibirska-borovnica-haskap/
- https://www.plantea.com.hr/sibirska-borovnica/
- https://pfaf.org/user/Plant.aspx?LatinName=Lonicera+caerulea